# Cours Bestoujev
Les cours Bestoujev (Бестужевские курсы) formaient de 1878 à 1917 un établissement d'enseignement universitaire destiné aux jeunes filles, le premier de la sorte en Russie impériale. Ils se trouvaient à partir de 1885 au N°33 de la dixième ligne de l'île Vassilievski de Saint-Pétersbourg. Ses bâtiments abritent par la suite la faculté de mathématiques de l'université de Léningrad et aujourd'hui le département de géographie de l'université de Saint-Pétersbourg.

## Historique

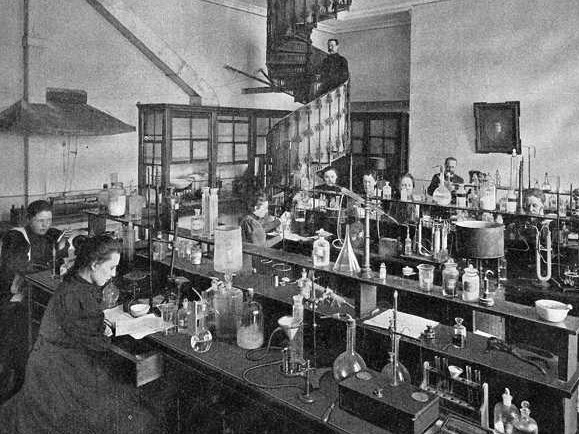
Photographie du laboratoire de chimie

C'est dans les années 1870 que le gouvernement invoque la nécessité de fonder des cours d'enseignement supérieur ouverts aux jeunes filles qui jusqu'alors sont contraintes d'étudier à l'étranger, notamment en Suisse, en Allemagne ou en France. Des cours mixtes (jeunes gens et jeunes filles) sont inaugurés cette même année à l'école Vladimir, avec l'autorisation du ministre Tolstoï, mais ils ferment en 1875. Une commission ministérielle se réunit à partir de 1873 et grâce à l'impulsion et aux moyens financiers des sociétés de bienfaisance des pionnières de l'émancipation féminine, Anna Philosophova, Nadejda Stassova, Maria Troubnikova et d'autres, qui sont conseillées par le recteur de l'université impériale de Saint-Pétersbourg, le professeur Békétov, des cours ouverts aux jeunes filles sont inaugurés en 1878. Les étudiantes suivent un cursus similaire aux jeunes gens. Le premier directeur est le professeur Constantin Bestoujev-Rioumine. L'inauguration a lieu le 20 septembre 1878 dans les locaux du lycée féminin Alexandre,  N°20 rue Gorokhovaïa avec 468 étudiantes et 346 auditrices libres. Ils déménagent en 1881 rue Serguievskaïa, puis en 1885 dans des nouveaux locaux spécialement construits à l'île Vassilievski.
Au début ne sont acceptées que des jeunes filles de plus de vingt-et-un ans, puis rapidement des jeunes filles ayant terminé leurs études secondaires sans limite d'âge. Les cours sont payants, mais il existe un système de bourses et une Société d'aide aux étudiantes, présidée par Nadejda Stassova pour distribuer des aides financières. Un certain nombre de jeunes filles s'orientent ensuite vers l'enseignement dans les lycées de jeunes filles.

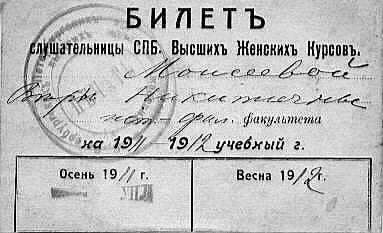
Carte d'étudiante pour l'année universitaire 1911-1912

Le conseil pédagogique est dirigé jusqu'en 1881 par le professeur Bestoujev-Rioumine, puis par le professeur Beketov et le cours ont lieu sur trois années d'étude avec trois départements:  lettres et histoire, physique et mathématiques et mathématiques spécialisées. Une section juridique ouvre en 1906. La botanique est introduite en 1895 et la physiologie en 1902. À partir de 1906 certaines diplômées reçoivent le droit d'enseigner dans des lycées de garçons.
En 1906, le conseil pédagogique reçoit le droit de voter pour le choix de son directeur et les cours sont réorganisés avec plus de travaux dirigés. La section juridique est également inaugurée (avec des cours d'économie et de sciences politiques en plus de cours de Droit). Les langues étrangères étudiées sont l'allemand et le français, qui sont obligatoires dans le système secondaire, et en plus l'anglais et l'italien.
En 1918, les cours Bestoujev cessent d'exister et sont intégrés à la Troisième université de Pétrograd qui finit par être absorbée par l'université de Pétrograd en 1919.

## Professeurs célèbres
- Innokenti Annenski

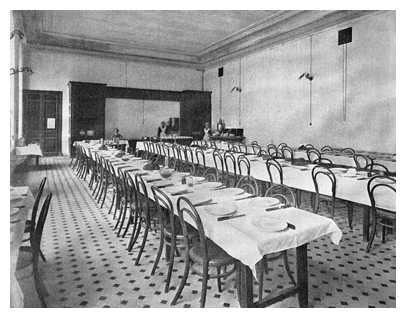
Salle-à-manger des cours Bestoujev

- Jan Niecisław Baudouin de Courtenay
- Alexandre Borodine
- Alexandre Boutlerov
- Nikolaï Busch
- Lev Chtcherba
- Ivan Greaves
- Anton Kartachev
- Dmitri Mendeleïev
- Vladimir Palladine
- Vera Ievstafievna Popova
- Michel Rostovtzeff
- Ivan Setchenov
- Gustav Speth
- Tadeusz Zieliński
- Nina Vedeneyeva

## Quelques étudiantes

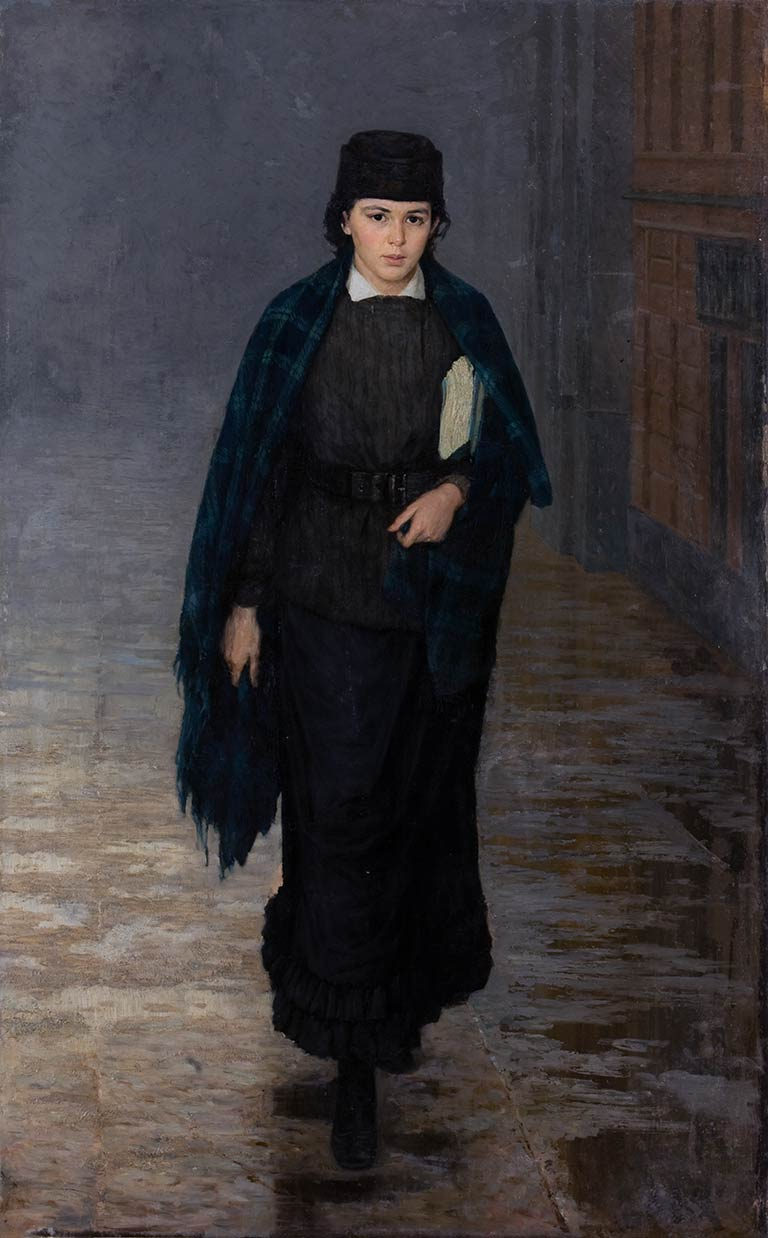
L'Étudiante de Nikolaï Yarochenko (1880), musée d'art de Kalouga

- Ekaterina Beketova
- Iekaterina Chtchepkina
- Olga Forche
- Nadeschda Gernet
- Lioubov Gourevitch
- Nadejda Kroupskaïa
- Sophia Parnok
- Vera Ievstafievna Popova
- Anna Radlova
- Sofia Romanskaïa
- Pelagueïa Sannikova-Shajn
- Konkordia Samoïlova
- Ioulia Slonimskaïa Sazonova
- Vera Smirnova
- Olga Troubnikova
- Olga Tsuberbiller
- Maria Vetrova